# Bryhnia decurvans
Bryhnia decurvans är en bladmossart som beskrevs av Hugh Neville Dixon 1922. Bryhnia decurvans ingår i släktet Bryhnia och familjen Brachytheciaceae. Inga underarter finns listade i Catalogue of Life.